# Marie-Éléonore d'Anhalt-Dessau
Marie Eléonore d'Anhalt-Dessau (14 mars 1671 à Dessau; 18 mai 1756 à Dessau) est une princesse d'Anhalt-Dessau de la Maison d'Ascanie , et par le mariage la princesse Radziwiłł et la duchesse de Nieswicz et de Olyka.

## Biographie
Marie-Éléonore est une fille du prince Jean-Georges II d'Anhalt-Dessau (1627-1693) et de Henriette-Catherine d'Orange-Nassau (1637-1708), fille du prince Frédéric-Henri d'Orange-Nassau.
Elle épouse le 3 septembre 1687 à Dessau Georges Joseph Radziwiłł (1668-1689), duc de Nieswicz et de Olyka, un neveu du roi de Pologne Jean III Sobieski. Après un court mariage resté sans enfants (leur unique fille est morte en bas âge), son mari meurt le 3 janvier 1689, à Bialla et Marie-Éléonore retourne à Dessau. Elle survit à toutes ses sœurs, et hérite de la plus grande partie de la succession de sa mère, dont l'importante collection de tableaux de maîtres hollandais, qui se trouve aujourd'hui dans les châteaux de Dessau et Mosigkau. Marie-Éléonore est enterrée dans la Dessauer Basilique Sainte Marie.